# Diretoria da Agricultura (Império)

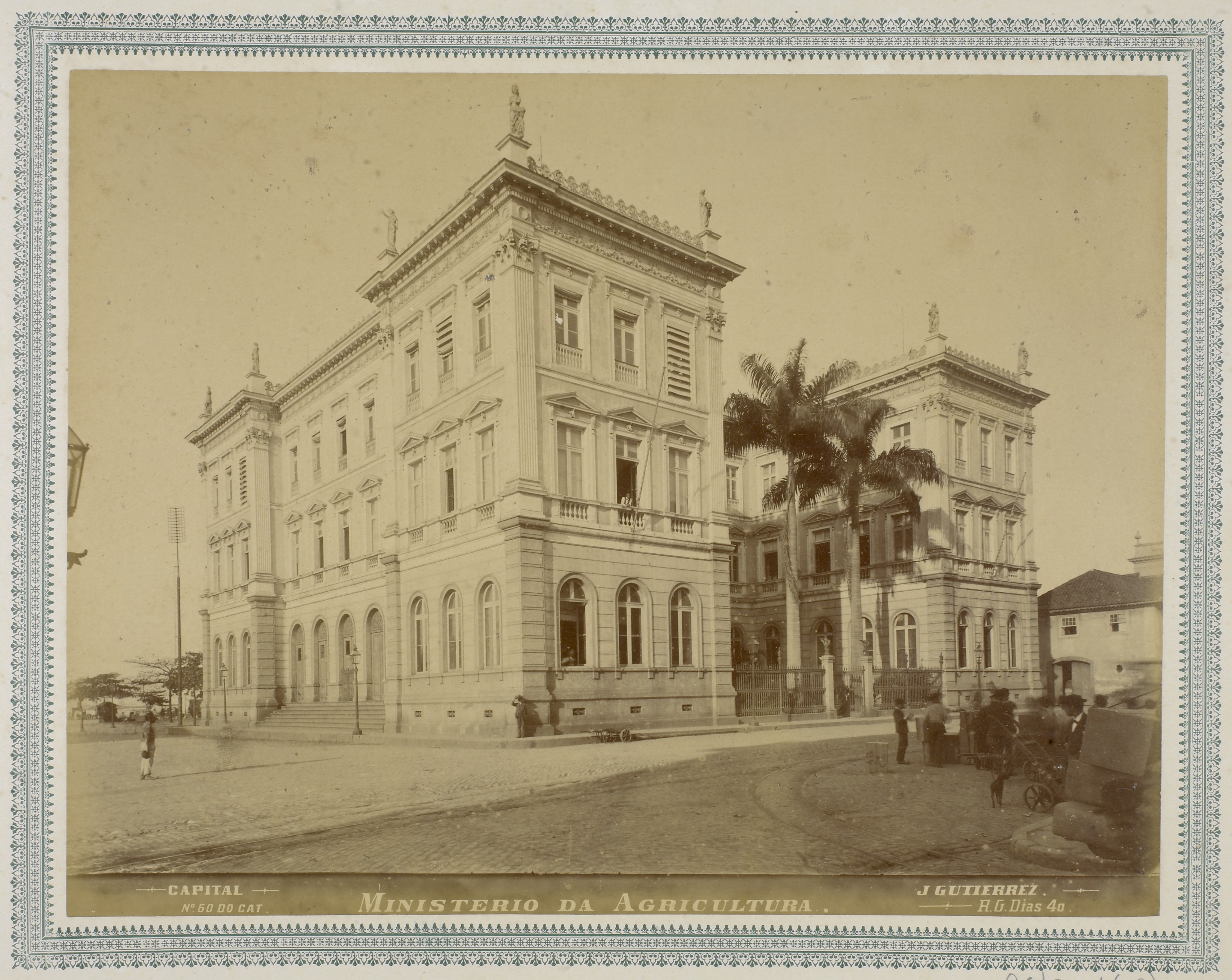
Sede do Ministério da Agricultura, Comércio e Obras Públicas (Rio de Janeiro, 1894).

A Diretoria da Agricultura do Ministério da Agricultura, Comércio e Obras Públicas foi uma seção administrativa deste ministério durante o Império do Brasil, sendo responsável por questões fundiárias, industriais e relativas à escravidão. Se tornou famosa no meio historiográfico devido à atuação do escritor Machado de Assis enquanto chefe da 2ª Seção dessa Diretoria, principalmente no que concerne à aplicação da Lei do Ventre Livre.

## Ministério da Agricultura
Através do Decreto nº 1.067, de 28 de julho de 1860, foi criada a "Secretaria de Estado dos Negócios da Agricultura, Comércio e Obras Públicas", com status de ministério. A nova pasta foi inaugurada sob a administração do 2º Gabinete Caxias, sendo ocupada pela primeira vez, de fato, pelo militar e senador Manuel Felizardo de Sousa e Melo. Segundo Sérgio Buarque de Holanda (2004):
Pela primeira vez era nomeado alguém para a Agricultura: a escolha recaiu em um oficial da Armada, que era ministro da Marinha, para logo passar a Manuel Felizardo, conhecido chefe conservador que já fora Ministro da Guerra. Não era bom começo para a pasta.
O novo Ministério da Agricultura foi dividido em quatro diretorias: Central; da Agricultura; do Comércio; das Obras Públicas.

## Diretoria da Agricultura

"Projeto do Canal do Mangue”, Ministério da Agricultura, Comércio e Obras Públicas (1875).

A Diretoria da Agricultura era fracionada em três seções, cada uma delas tendo o seu Chefe, todos eles subordinados ao Diretor-geral. As seções eram:
- 1ª Seção: Responsável pelos estabelecimentos e exposições agrícolas, jardins botânicos, passeios públicos, bem como pela introdução e melhoramento dos animais;
- 2ª Seção: Lidava mais diretamente com a questão fundiária, com a medição e demarcação de terras, com os agrimensores e demais funcionários das instituições responsáveis por esses serviços;
- 3ª Seção: Tinha a função de gerir a colonização, a imigração e a catequese indígena.

Este setor do ministério opinava cotidianamente sobre invasão de terras devolutas, posses, sesmarias, terras de aldeamentos, corte de madeira e outras tantas questões fundiárias, herdando funções das pastas do Império e da Justiça, com prerrogativas relativas ao comércio, ao desenvolvimento da indústria, à mineração, às obras públicas na capital e nas províncias, à divisão de terras eclesiásticas, negócios do gênero com a Santa Sé e com outros cultos não católicos, etc.
Este órgão, ainda, tratava de reivindicações de aforamentos e laudêmios de terras compradas pelo governo no Rio de Janeiro, disputas relacionadas à terras indígenas em Pernambuco, requisições de terras em Goiás, no Amazonas (sobretudo na beira do Rio Purus e áreas de extração de borracha), no Espírito Santo, em Minas Gerais, no Rio Grande do Sul e Santa Catarina, cobranças de soldos de agrimensores e outras requisições monetárias relacionadas às suas prerrogativas, dentre outras questões relacionadas a questão fundiária brasileira e à aplicação da Lei de Terras de 1850.
Dos vários processos que tramitaram pela Diretoria da Agricultura, entre as décadas de 1870 e 1880, cerca de 67% deles tratavam de requisição de terras; 18% tratavam de questões mais diretamente ligadas aos funcionários, como titulação de agrimensores, bem como solicitação de vencimentos, de gastos realizados na prática do ofício e de aumentos; 6% eram casos de solicitação de adiamento do prazo de medição e demarcação de terras; e 9% tratavam de assuntos díspares: requeria dinheiro indevidamente pago aos juízes comissários, questionava a redução de uma terra concedida ao requerente, questionava uma medição de terra realizada, oferecia serviço de medição, etc.

## Machado de Assis

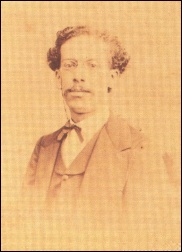
Machado de Assis (1874).

Em dezembro de 1873, por nomeação do então ministro José Fernandes da Costa Pereira Júnior, membro do Gabinete Rio Branco, o literato e funcionário público Machado de Assis passou a atuar como 1º Oficial na 2ª Seção da Diretoria da Agricultura, cargo que ocupou até o final da década de 1880.
Os principais assuntos os quais o escritor se dedicou no cargo foram a política de terras e a escravidão — neste caso, mais precisamente, estava encarregado de acompanhar a aplicação da Lei de 28 de setembro de 1871, conhecida como "Lei do Ventre Livre". Em relação a essa lei, Machado de Assis ficou responsável pela orientação de vários litígios entre senhores e escravizados, principalmente no que concernia à matrícula desses escravizados prevista na reforma, conforme exigido por seu artigo 8º, contendo o nome, sexo, estado, aptidão para o trabalho e filiação de cada um deles, consistindo em pré-requisito essencial para a aplicação do Fundo de Emancipação (fundo destinado à compra de alforrias pelo poder público) e outros dispositivos da lei. Em caso de ausência de matrícula por negligência do senhor, o escravizado seria considerado automaticamente liberto.

Documento do Ministério da Agricultura, Comércio e Obras Públicas sobre invenção para aperfeiçoar o preparo de cloro, contendo assinatura de Machado de Assis (1890).

Nesses conflitos, Machado de Assis se colocou sempre ao lado do escravizado, postulando o “espírito da lei”, que deveria sempre ser lida como uma garantia de liberdade, não de propriedade. Em um parecer de 1876 ao Ministério da Agricultura, o funcionário da Diretoria declara:
[...] convém não esquecer o espírito da lei. Cautelosa, equitativa, correta, em relação à propriedade dos senhores, ela é, não obstante, uma lei de liberdade, cujo interesse ampara em todas as partes e disposições. É ocioso apontar o que está no ânimo de quantos a tem folheado; desde o direito e facilidades da alforria até a disposição máxima, sua alma e fundamento, a Lei de 28 de Setembro quis, primeiro de tudo, proclamar, promover e resguardar o interesse da liberdade. Tal é o meu parecer, que sujeito à esclarecida competência da Diretoria.
Na visão de Machado, não havia argumento a favor da escravidão na lei, pois esta a considerava instituição contrária ao direito natural. Subsistiam, é verdade, determinações a favor da propriedade dos senhores. Essa consideração pelo direito de propriedade, porém, estava subordinada ao respeito pelo verdadeiro “espírito da lei”, por conseguinte, em caso de dúvida, ou havendo uma brecha, cumpria seguir o “espírito da lei” contra o interesse dos proprietários e a favor do interesse dos cativos. Assim, o funcionário e a Seção da Diretoria da Agricultura que este dirigia pautavam-se, sempre que possível, pelo objetivo mais geral de submeter o poder privado dos senhores ao domínio da lei.